# Lorenzo Tonelli
Pour les articles homonymes, voir Tonelli.
Lorenzo Tonelli, né le 17 janvier 1990 à Florence, est un footballeur italien. Il évolue au poste de défenseur au Empoli FC.

## Carrière

### En sélection
- 1 sélection en équipe d'Italie espoirs en 2010.

## Statistiques
| Saison                | Club                  | Championnat           | Championnat | Championnat | Coupe(s) nationale(s) | Coupe(s) nationale(s) | Total | Total |
| Saison                | Club                  | Division              | M.          | B.          | M.                    | B.                    | M.    | B.    |
| 2010-2011             | Empoli FC             | Serie B               | 17          | 0           | 1                     | 0                     | 18    | 0     |
| 2011-2012             | Empoli FC             | Serie B               | 16          | 0           | 3                     | 1                     | 19    | 1     |
| 2012-2013             | Empoli FC             | Serie B               | 36          | 4           | 5                     | 0                     | 41    | 4     |
| 2013-2014             | Empoli FC             | Serie B               | 37          | 3           | 2                     | 0                     | 39    | 3     |
| 2014-2015             | Empoli FC             | Serie A               | 28          | 5           | 2                     | 0                     | 30    | 5     |
| 2015-2016             | Empoli FC             | Serie A               | 26          | 2           | 1                     | 0                     | 27    | 2     |
| Total sur la carrière | Total sur la carrière | Total sur la carrière | 160         | 14          | 14                    | 1                     | 174   | 15    |